# 何人も
「何人(なんびと)も」は、日本の女性アイドルグループ・ラストアイドルの楽曲。作詞は秋元康、作曲はaokadoが担当した。2020年11月4日にラストアイドルの9作目のシングルとしてユニバーサルミュージック（Virgin Music）から発売された。楽曲のセンターポジションは阿部菜々実が務めた。

## 背景とリリース
テレビ朝日「ラスアイ、よろしく!」内で、メンバーは殺陣に挑戦。前作「愛を知る」の選抜メンバー18人に、選抜外メンバーが殺陣で入れ替わりを挑む下克上バトルが行われた。メンバーに殺陣を指導している田渕景也による厳正な審査の結果、21人の選抜メンバーが決定した。
初回限定盤A、初回限定盤B、ラスアイ盤、WEB盤の4形態でのリリース。
ラストアイドルは本曲で「ミュージックステーション」「PLAYLIST」に出演。

## プロモーション

### ディレクターバトル企画
テレビ朝日の人気番組を手掛けるディレクター2名がドラフト会議により5名のメンバーを選抜し、オリジナルユニット（やらかしバスターズ、”スたー☆あムるーズ”　絶賛、スパイ活動中！）を結成。初回限定盤A、Bそれぞれに各ユニットの楽曲、MVを収録し、売上枚数を競うバトルを開催した。
その結果、”スたー☆あムるーズ”　絶賛、スパイ活動中！が勝利し、ご褒美として、「ラストアイドル 〜ラスアイ、よろしく！〜」勝利ユニットのディレクタープロデュースによる冠回放送、MVのアナザーVer.をYouTubeで公開、メンバー出演のYouTube特番を制作する特典が与えられることとなった。

### 見つかれ! オレトクナイン企画
CD購入特典でのファン投票により、ラストアイドルの次作に収録されるカップリング曲の歌唱メンバー9名（オレトクナイン）を選出する企画。在籍メンバー39名の中から32名が立候補し、以下のメンバーが選出された（朝日、阿部、木村、長月、松本、安田、岩間は不参加）。
- 1位：奥村優希、2位：畑美紗起 、3位：鈴木遥夏、4位：小澤愛実、5位：高橋みのり、6位：西村歩乃果、7位：間島和奏、8位：橋本桃呼、9位：町田穂花[9]

## アートワーク
| 初回限定盤A | 阿部菜々実、篠原望、畑美紗起、松本ももな、安田愛里、山本愛梨               |
| 初回限定盤B | 池松愛理、大森莉緒、岡村茉奈、小澤愛実、白石真菜、長月翠、山本琉愛         |
| ラスアイ盤  | 大場結女、奥村優希、栗田麻央、西村歩乃果、町田穂花、籾山ひめり、米田みいな |
| WEB盤       | 9th選抜メンバー（間島和奏以外）                                            |

初回限定盤A、初回限定盤B、ラスアイ盤をつなげると一枚絵になるデザインになっている。選抜メンバーの間島和奏は発熱に伴う体調不良のため、ジャケット写真およびアーティスト写真の撮影を見送った。

## ミュージック・ビデオ
何人(なんびと)も
刀を持ったメンバーが個性豊かな敵と激しい死闘を繰り広げ、殺陣を取り入れたダンスを披露。監督は東市篤憲、アクション監督は田渕景也、振付はakaneが担当した。
あやふや
人気YouTuberのエミリン（大松絵美）が特別ゲストで出演。エミリンが自粛できない”やらかし”てしまう大人に七変化し、メンバーが更生させるコミカルなシーンと、クールでスタイリッシュなダンスが印象的な映像に仕上がっている。
銀河高速 渋滞中
うんこミュージアム TOKYOが撮影場所として使われており、POPで可愛い世界観の中、金色のうんこを奪いに行くスパイたちをメンバーが熱演している。尚、うんこミュージアム TOKYOでミュージックビデオの撮影が行われたのは世界初。“アイドル×うんこ”というこれまでにないMVに仕上がっている。

## シングル収録トラック

### 初回限定盤A
| #  | タイトル                             | 作詞   | 作曲     | 編曲     | 時間 |
| -- | ------------------------------------ | ------ | -------- | -------- | ---- |
| 1. | 「何人(なんびと)も」                 | 秋元康 | aokado   | aokado   | 4:35 |
| 2. | 「ハグから始めよう」                 | 秋元康 | 藤本貴則 | 三谷秀甫 | 3:59 |
| 3. | 「あやふや」                         | 秋元康 | 加藤冴人 | 加藤冴人 | 4:22 |
| 4. | 「何人(なんびと)も（Instrumental）」 |        | aokado   | aokado   |      |
| 5. | 「ハグから始めよう（Instrumental）」 |        | 藤本貴則 | 三谷秀甫 |      |
| 6. | 「あやふや（Instrumental）」         |        | 加藤冴人 | 加藤冴人 |      |

| #  | タイトル                         | 作詞 | 作曲・編曲 | 監督     | 時間 |
| -- | -------------------------------- | ---- | ---------- | -------- | ---- |
| 1. | 「何人(なんびと)も Music Video」 |      |            | 東市篤憲 | 4:39 |
| 2. | 「あやふや Music Video」         |      |            | 田村啓介 |      |

### 初回限定盤B
| #  | タイトル                             | 作詞   | 作曲     | 編曲     | 時間 |
| -- | ------------------------------------ | ------ | -------- | -------- | ---- |
| 1. | 「何人(なんびと)も」                 | 秋元康 | aokado   | aokado   | 4:35 |
| 2. | 「ハグから始めよう」                 | 秋元康 | 藤本貴則 | 三谷秀甫 | 3:59 |
| 3. | 「銀河高速 渋滞中」                  | 秋元康 | 市川裕⼀ | 市川裕⼀ | 4:12 |
| 4. | 「何人(なんびと)も（Instrumental）」 |        | aokado   | aokado   |      |
| 5. | 「ハグから始めよう（Instrumental）」 |        | 藤本貴則 | 三谷秀甫 |      |
| 6. | 「銀河高速 渋滞中（Instrumental）」  |        | 市川裕⼀ | 市川裕⼀ |      |

| #  | タイトル                         | 作詞 | 作曲・編曲 | 監督     | 時間 |
| -- | -------------------------------- | ---- | ---------- | -------- | ---- |
| 1. | 「何人(なんびと)も Music Video」 |      |            | 東市篤憲 | 4:39 |
| 2. | 「銀河高速 渋滞中 Music Video」  |      |            | ZUMI     |      |

### ラスアイ盤・WEB盤
| #  | タイトル                             | 作詞   | 作曲     | 編曲     | 時間 |
| -- | ------------------------------------ | ------ | -------- | -------- | ---- |
| 1. | 「何人(なんびと)も」                 | 秋元康 | aokado   | aokado   | 4:35 |
| 2. | 「ハグから始めよう」                 | 秋元康 | 藤本貴則 | 三谷秀甫 | 3:59 |
| 3. | 「何人(なんびと)も（Instrumental）」 |        | aokado   | aokado   |      |
| 4. | 「ハグから始めよう（Instrumental）」 |        | 藤本貴則 | 三谷秀甫 |      |

## 歌唱メンバー

### 何人(なんびと)も
（センター：阿部菜々実）
- 阿部菜々実、池松愛理、大場結女、大森莉緒、岡村茉奈、奥村優希、小澤愛実、栗田麻央、篠原望、白石真菜、長月翠、西村歩乃果、畑美紗起、間島和奏、町田穂花、松本ももな、籾山ひめり、山本愛梨、山本琉愛、安田愛里、米田みいな

### ハグから始めよう
（センター：鈴木遥夏）
- 相澤瑠香、朝日花奈、岩間妃南子、宇田川桜夢、木﨑千聖、木村美咲、久保田沙矢香、佐佐木一心、下間花梨、鈴木遥夏、首藤百慧、高木美穂、高橋みのり、髙橋美海、中村守里、橋本桃呼、水野舞菜、宮田有萌

### あやふや
（センター：長月翠）
やらかしバスターズ
- 長月翠、篠原望、白石真菜、小澤愛実、松本ももな

### 銀河高速 渋滞中
（センター：西村歩乃果）
“スたー☆あムるーズ” 絶賛、スパイ活動中!
- 西村歩乃果、阿部菜々実、大場結女、佐佐木一心、畑美紗起